# 스티브 위트코프
스티븐 찰스 위트코프(Steven Charles Witkoff, 1957년 3월 15일 출생)는 미국의 외교관이자 변호사, 부동산 투자자로, 2025년부터 미국 중동 특사로 재직하고 있다. 그는 부동산 개발 회사 위트코프 그룹의 설립자이자 회장이다.
브롱크스에서 태어나 롱아일랜드에서 자란 위트코프는 호프스트라 대학교에서 정치학 학사와 법무박사 학위를 취득했다. 부동산 변호사로 경력을 시작한 후, 부동산 개발로 전환하여 맨해튼의 데일리 뉴스 빌딩과 울워스 빌딩을 포함한 유명 건물을 인수했다. 2025년 5월 기준, 포브스는 그의 순자산을 20억 달러로 추정했다.
트럼프 1기 행정부 동안, 위트코프는 미국의 코로나19 팬데믹의 경제적 영향에 맞서기 위해 설립된 위대한 미국 경제 부흥 산업 그룹의 일원이었다. 2025년, 트럼프 2기에 그는 중동 특사로 임명되었다. 공식 취임 전, 그는 2025년 1월 이스라엘과 하마스 간의 휴전 및 인질 교환으로 이어진 협상에 참여했다. 그는 또한 러시아 대통령 블라디미르 푸틴의 데 팍토 특사로도 활동했다.

## 어린 시절과 교육
유대인인 위트코프는 뉴욕시 브롱크스에서 태어나 뉴욕주 볼드윈 하버와 뉴욕주 올드 웨스트버리의 롱아일랜드에서 자랐다. 그는 마틴과 로이스 위트코프의 아들이다. 그의 아버지는 George Simonton Inc.라는 여성 의류 제조업체의 사장이었고, 어머니는 인테리어 디자이너였다. 그의 친할아버지와 친할머니는 모두 러시아 제국에서 태어났다.
위트코프는 뉴욕 스키넥터디의 유니언 칼리지에서 학업을 시작했지만, 호프스트라 대학교로 편입하여 1980년에 정치학 B.A. 학위를 취득했다. 1983년에는 호프스트라 법학대학원에서 J.D. 학위를 받았다.

## 민간 부문 경력
위트코프는 부동산 변호사로 경력을 시작했다. 2024년 11월, 월스트리트 저널은 다음과 같이 보도했다: "부동산 업계의 동료들은 한결같이 위트코프를 ... 똑똑하고 붙임성 있으며 대중적인 감각을 가진 유능한 협상가로 묘사한다."
1983년 로스쿨을 졸업한 후, 위트코프는 뉴욕시 부동산 법률 회사인 Dreyer & Traub에서 일했으며, 그의 고객 중 한 명은 도널드 트럼프였다. 그들은 사업 거래에서 함께 일한 후 뉴욕시 델리에서 친구가 되었다. 위트코프는 이후 1986년까지 뉴욕시 법률 회사인 로젠만 & 콜린에서 부동산 법률을M_practiced_practiced.

### 스텔라 매니지먼트
1985년, 그는 동료 Dreyer & Traub 부동산 변호사 래리 글럭과 함께 스텔라 매니지먼트를 공동 설립했다. "스텔라(Stellar)"는 Steve와 Larry의 이름을 따서 지어진 것으로, 그들은 법률 실무에서 부동산 소유 및 관리로 경력을 전환했다. 그들은 맨해튼 워싱턴하이츠와 브롱크스 북서부에서 저렴한 아파트 건물을 매입했다. 한때 그들은 3,000개가 넘는 아파트를 포함한 85개의 건물을 소유했다. 1995년, 그는 로어맨해튼으로 확장하여 몇몇 저렴한 사무실 건물을 매입했다. 1996년, 그는 크레디트 스위스 퍼스트 보스턴으로부터 필립 존슨과 존 버기가 설계한 27층 타워인 33 Maiden Lane 매입을 위한 자금을 확보했다. 다음 해, 그는 건물 상위 13개 층을 뉴욕 연방준비은행에 25년 임대 계약을 맺었다. 위트코프는 건축가 레이먼드 후드와 존 미드 하웰스가 설계한 맨해튼 이스트 미드타운 지역의 랜드마크인 데일리 뉴스 빌딩을 포함한 추가 부동산을 매입했다.

### 위트코프 그룹
1997년, 위트코프는 스텔라 매니지먼트를 떠나 뉴욕시에 본사를 둔 비상장 회사 위트코프 그룹을 설립하고 회장 겸 CEO가 되었으며, 주거용 건설 및 토지 복원으로 사업을 확장했다. 1998년, 그는 사업 파트너 루빈 슈론과 함께 트라이베카의 울워스 빌딩을 1억 3,800만 달러에 매입했고, 시카고, 댈러스, 필라델피아의 부동산 매입으로 포트폴리오를 확장했다. 1998년 10월까지 위트코프 그룹은 1,100만 제곱피트의 상업 및 소매 부동산을 운영했으며, 7,500채의 아파트와 여러 토지 및 호텔 개발에 소유 지분을 보유했다. 1998년, 그의 회사 20억 달러 규모의 IPO 계획은 부동산 시장 붕괴로 취소되었고, 위트코프와 글럭은 파트너십을 해체하여 글럭은 주거용 부동산을, 위트코프는 사무실 건물을 가져갔다.
2013년, 위트코프와 해리 매클로우는 맨해튼 센트럴 파크 사우스에 있는 파크 레인 호텔을 6억 6천만 달러에 매입했다. 같은 해, 위트코프와 피셔 브라더스는 맨해튼 트라이베카의 토지를 2억 2,300만 달러에 매입하여 792피트 높이의 주거용 타워인 111 머레이 스트리트를 건설했다.

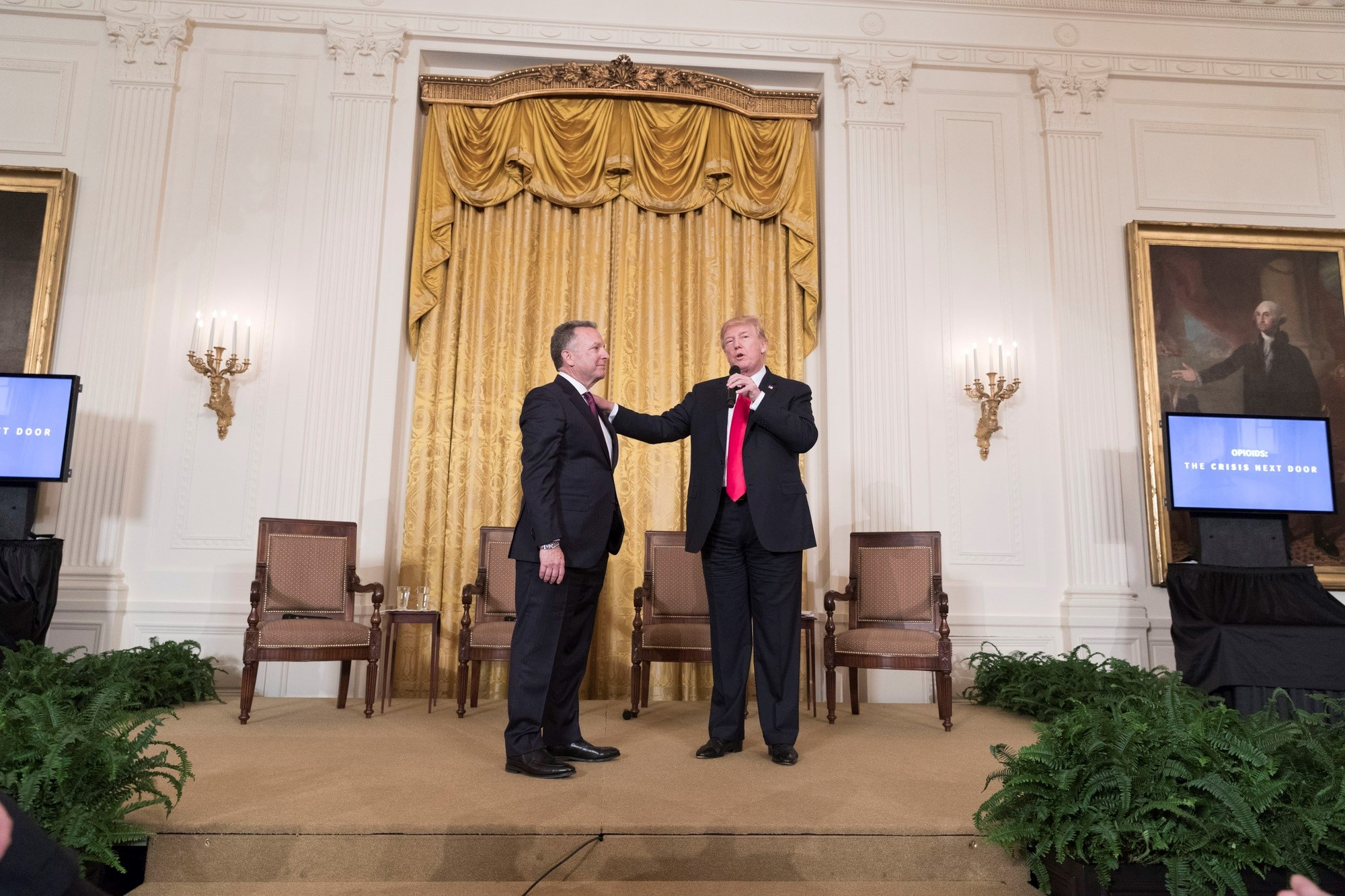
미국 대통령 도널드 트럼프와 위트코프, 2018년 3월 1일

2019년 기준으로, 위트코프 그룹은 미국 및 해외에 약 50개의 부동산을 소유하고 있다.
위트코프 그룹은 폰텐블로 라스베이거스 리조트 및 카지노 건설 프로젝트를 6억 달러에 매입했다. 이 부동산은 2020년 위트코프의 사망한 아들 앤드류의 이름을 딴 더 드루(The Drew)로 개장할 예정이었다. 그러나 네바다의 코로나19 팬데믹으로 인해 2020년 3월 공사가 중단되었다. 2021년 2월, 코크 부동산 투자가 이 부동산을 매입했다. 원래 이름이 복원되었고, 호텔은 2023년 12월에 개장했다.
위트코프는 중동에 광범위한 사업 관계를 가지고 있다.

## 정치 경력
2020년 4월 도널드 트럼프 1기 행정부 당시, 위트코프는 위대한 미국 경제 부흥 산업 그룹의 일원이었다. 이 그룹은 미국의 코로나19 팬데믹의 경제적 영향에 맞서기 위해 트럼프에 의해 설립되었다.
2024년 7월, 위트코프는 공화당 전당대회 넷째 날에 연설을 했다.

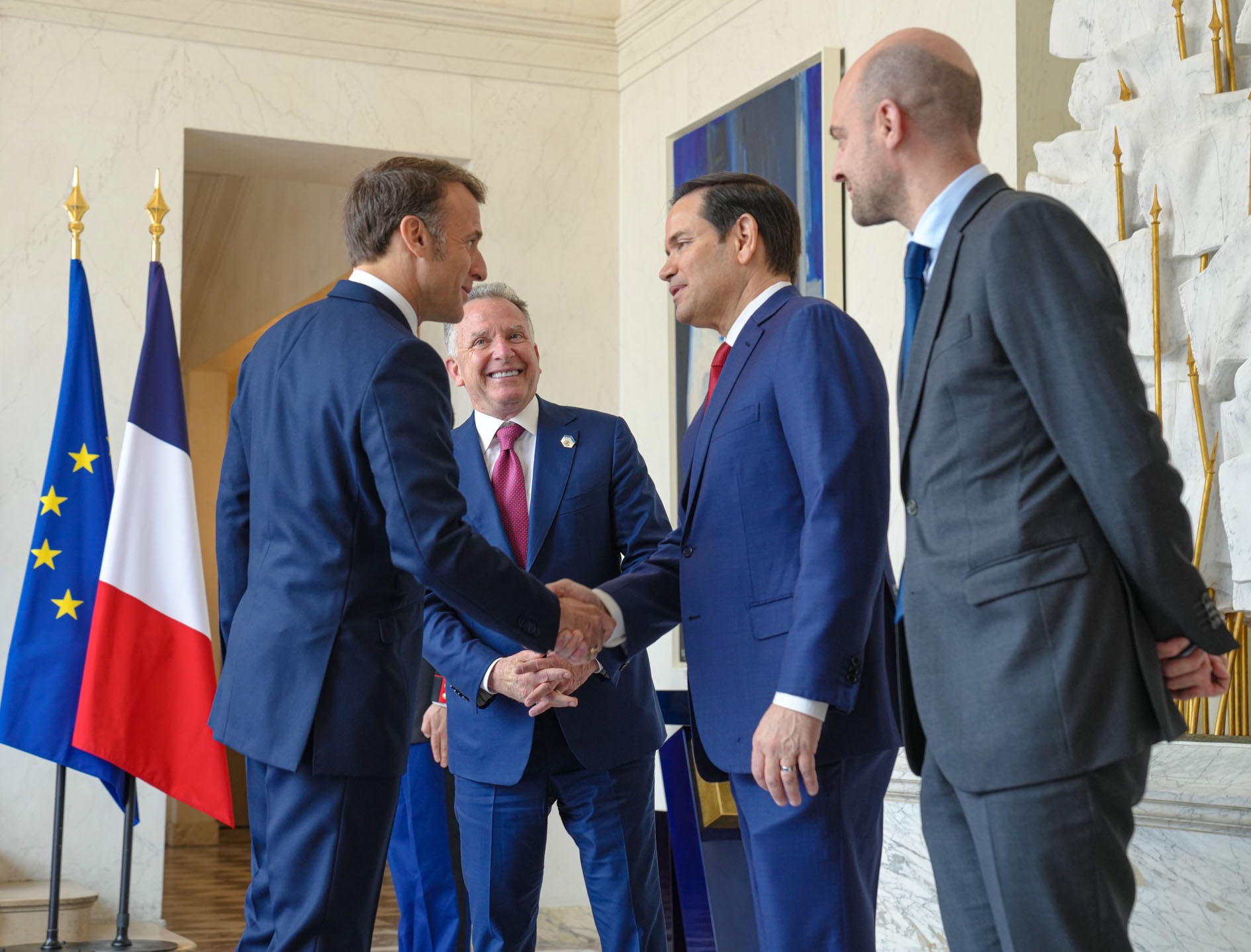
프랑스 파리에서 에마뉘엘 마크롱 프랑스 대통령, 마코 루비오 국무장관, 장노엘 바로 프랑스 외무장관과 함께한 위트코프, 2025년 4월 17일

2024년 9월 15일, 위트코프는 플로리다주 웨스트 팜 비치의 트럼프 인터내셔널 골프 클럽 (웨스트 팜 비치)에서 트럼프와 골프를 치고 있었다. 그때 라이언 웨슬리 루스가 트럼프 암살을 시도했다. 비밀경호국 요원이 총격범에게 발포했고, 그는 차량으로 도주하다가 나중에 체포되었다.
2024년 11월 9일, 위트코프는 다가오는 트럼프 2기의 대통령 취임 위원회의 공동 의장으로 전 미국 상원의원 켈리 레플러와 함께 선정되었다.

### 미국 중동 특사
2024년 11월 12일, 도널드 트럼프 대통령 당선인은 위트코프를 중동 특사로 지명했다고 발표했다. 위트코프는 외교 경험이 없었다.
위트코프는 2025년 1월 이스라엘과 하마스 간의 휴전 및 인질 교환 협상에서 중요한 역할을 했다. 바이든 대통령의 수석 협상가였던 브렛 맥거크가 위트코프를 협상에 초청했으며, 카타르 총리 무함마드 빈 압둘라흐만 알사니가 하마스와 대화하기로 합의했다. 그의 솔직하고 직접적이며 공격적인 협상 방식은 6주간의 휴전 협정을 성사시키는 데 결정적인 역할을 했다. 이 협정으로 인해 2023년 10월 7일 하마스 공격으로 잡힌 하마스 인질 33명과 약 1,000명의 팔레스타인 포로(일부는 살인죄로 종신형을 복역 중)가 교환되고, 추가 교환 및 15개월간 이어진 전쟁을 종식시키는 조치가 진행되었다.

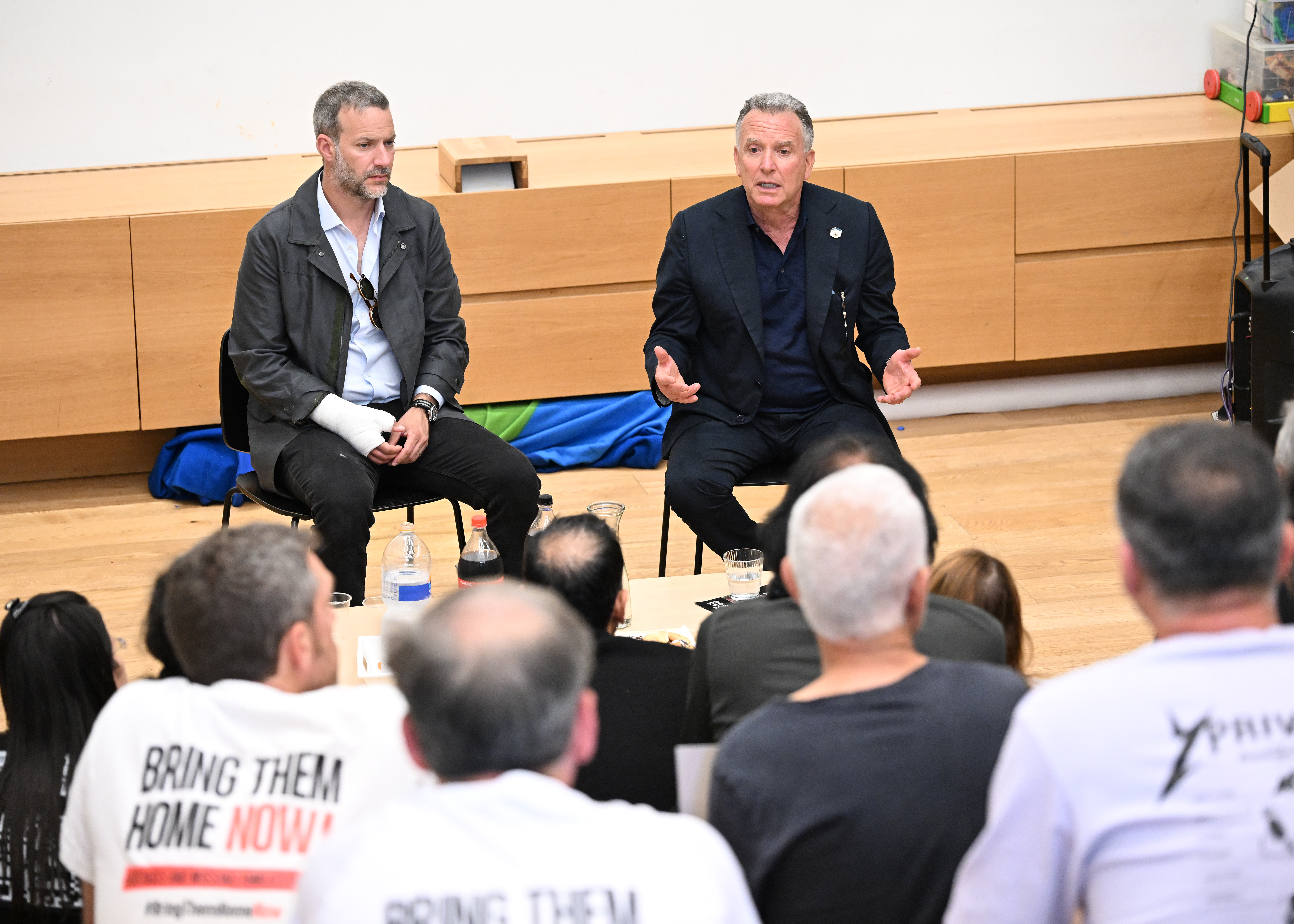
2025년 5월 13일 텔아비브에서 이스라엘 인질 가족 포럼 회원들과 함께한 위트코프

위트코프의 접근 방식은 기존 외교 방식과 달랐다. 그는 카타르에서 스피커폰으로 맥거크와 함께 베냐민 네타냐후 이스라엘 총리에게 거래를 마무리하도록 압력을 가하며 트럼프가 거래를 원한다고 강조했고, 거의 1년 동안 협상 중이던 것을 마지막 몇 주 만에 성사시켰다. 뉴욕 타임스는 다음과 같이 썼다: "이것은 격렬한 정치적 라이벌을 대표하는 두 사람 사이의 생생한 협력 사례였다. 현재 및 신임 대통령의 팀이 이처럼 중요한 순간에 미국인의 생명과 파괴적인 전쟁의 미래가 걸려 있는 상황에서 협력한 경우는 거의 없었다."
2025년 1월 29일, 위트코프는 이스라엘에 도착하여 이스라엘과 하마스 간의 휴전을 직접 감독하기 위해 가자 지구로 미군 관계자로서는 드물게 진입했다.
2025년 3월 2일, 이스라엘 정부는 가자 지구로의 상품 및 물품 반입을 중단했다. 네타냐후 총리실은 위트코프가 원래 제시했던 제안에 따라 행동하고 있다고 주장했다. 새로운 계획에는 1단계에서 인질 절반이 풀려난 후 가자 지구 내 이스라엘 점령지에서의 철수가 언급되지 않았다. 2025년 3월 3일 현재 "위트코프 계획"의 존재는 워싱턴에 의해 확인되지 않았다.
원래 합의된 휴전의 두 번째 단계로 진행하는 대신, 이스라엘은 새로운 계획(스티브 위트코프의 이름을 따 "위트코프 계획"이라고 불림)을 제안했다. 이 계획에 따르면 하마스는 휴전 50일 연장과 교환하여 이스라엘 인질들을 석방하고, 이스라엘은 전쟁을 재개할 수 있는 선택권을 유지한다. 하마스는 2025년 1월에 합의된 조건과 다른 이 새로운 제안을 거부했다.
2025년 3월 23일, 위트코프는 가자 지구에서의 새로운 전투에 대해 하마스를 비난하며, "하마스는 무장 해제하고 40~50일간의 휴전을 제공하여 무장 해제와 최종 휴전 문제를 논의할 수 있는 모든 기회를 가졌습니다"라고 말했다.
2025년 4월, 위트코프는 미국 주도의 이란 핵 회담을 앞두고 파리에서 두 이스라엘 관리와 예고 없이 만났다. 그는 트럼프 행정부의 외교적 해결 노력을 대표했다. 고위급 회담의 첫 라운드는 2025년 4월 12일 오만에서 위트코프와 아바스 아라그치 이란 외무장관이 주도했다. 2025년 6월 이스라엘의 이란 공격 이후, 미국과 이란 간의 핵 에너지에 대한 외교 회담은 무기한 중단되었다.

### 러시아와의 협상 개입

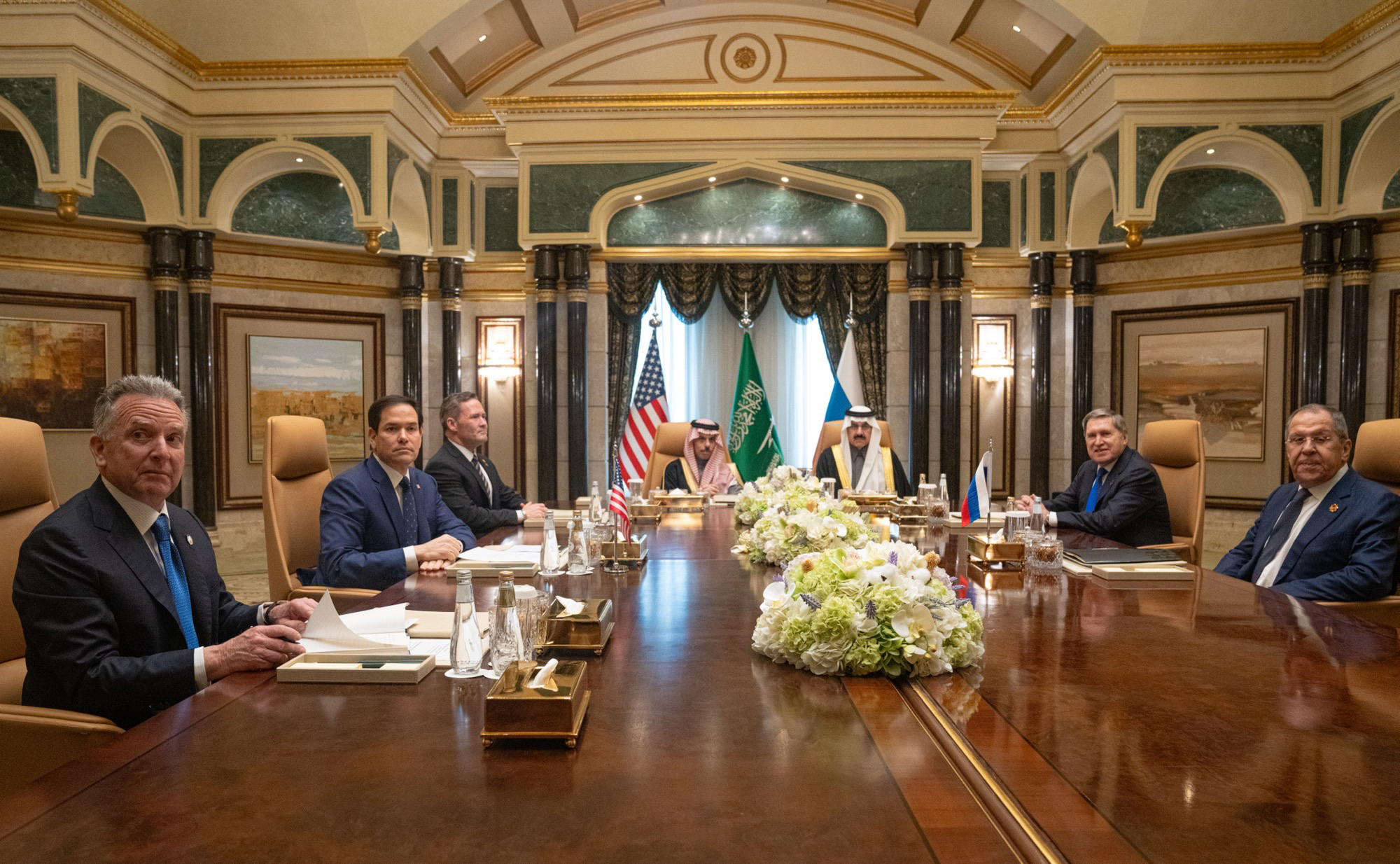
2025년 2월 18일 리야드에서 미군, 사우디, 러시아 관리들과 함께한 위트코프

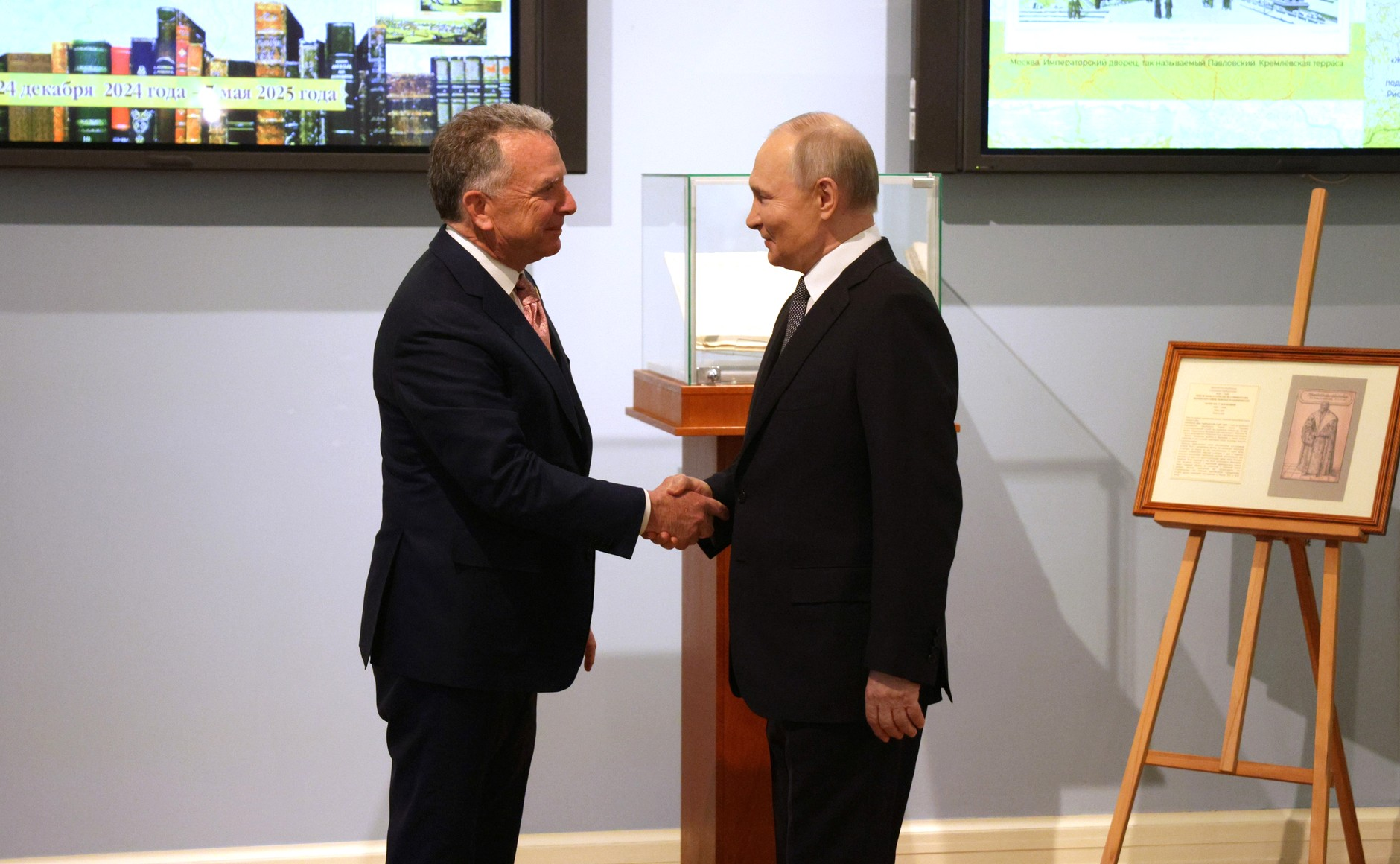
2025년 4월 11일 상트페테르부르크에서 러시아 대통령 블라디미르 푸틴과 함께한 위트코프

트럼프 대통령은 위트코프를 러시아 대통령 블라디미르 푸틴의 데 팍토 특사로 임명했다. 2025년 3월까지 위트코프는 트럼프 행정부와 러시아 대통령 간의 주요 소통 채널이 되었다.
2025년 2월 11일, 트럼프는 위트코프를 모스크바로 보냈고, 그곳에서 그는 푸틴 대통령을 만났다. 그는 죄수 교환과 러시아 시민 알렉산더 비니크와 교환하여 미국 시민 마르크 포겔을 러시아 감옥에서 석방시키는 협상을 담당했다. 위트코프는 푸틴과 트럼프가 "훌륭한 우정을 가졌고, 이제 그것이 계속될 것이며, 이는 세계에 정말 좋은 일이라고 생각한다"고 말했다.
위트코프는 비밀 방문 동안 "푸틴과 많은 시간을 보냈고" 푸틴과 "우정과 관계"를 발전시켰다고 말했다.
위트코프는 미국과 러시아 간의 러시아의 우크라이나 침공을 종식시키기 위한 회담에 참여했다. 2월 16일, 위트코프는 우크라이나와 유럽이 향후 러시아의 우크라이나 침공에 대한 평화 협상에서 제외될 것이라는 우려를 일축했다. 2월 18일, 미국 국무장관 마코 루비오와 러시아 외무장관 세르게이 라브로프가 각각 이끄는 미국과 러시아 대표단이 사우디아라비아 리야드에서 만나 추가 평화 협상을 위한 틀을 마련했다. 루비오는 스티브 위트코프와 미국 국가안보보좌관 마이크 왈츠와 동행했다.

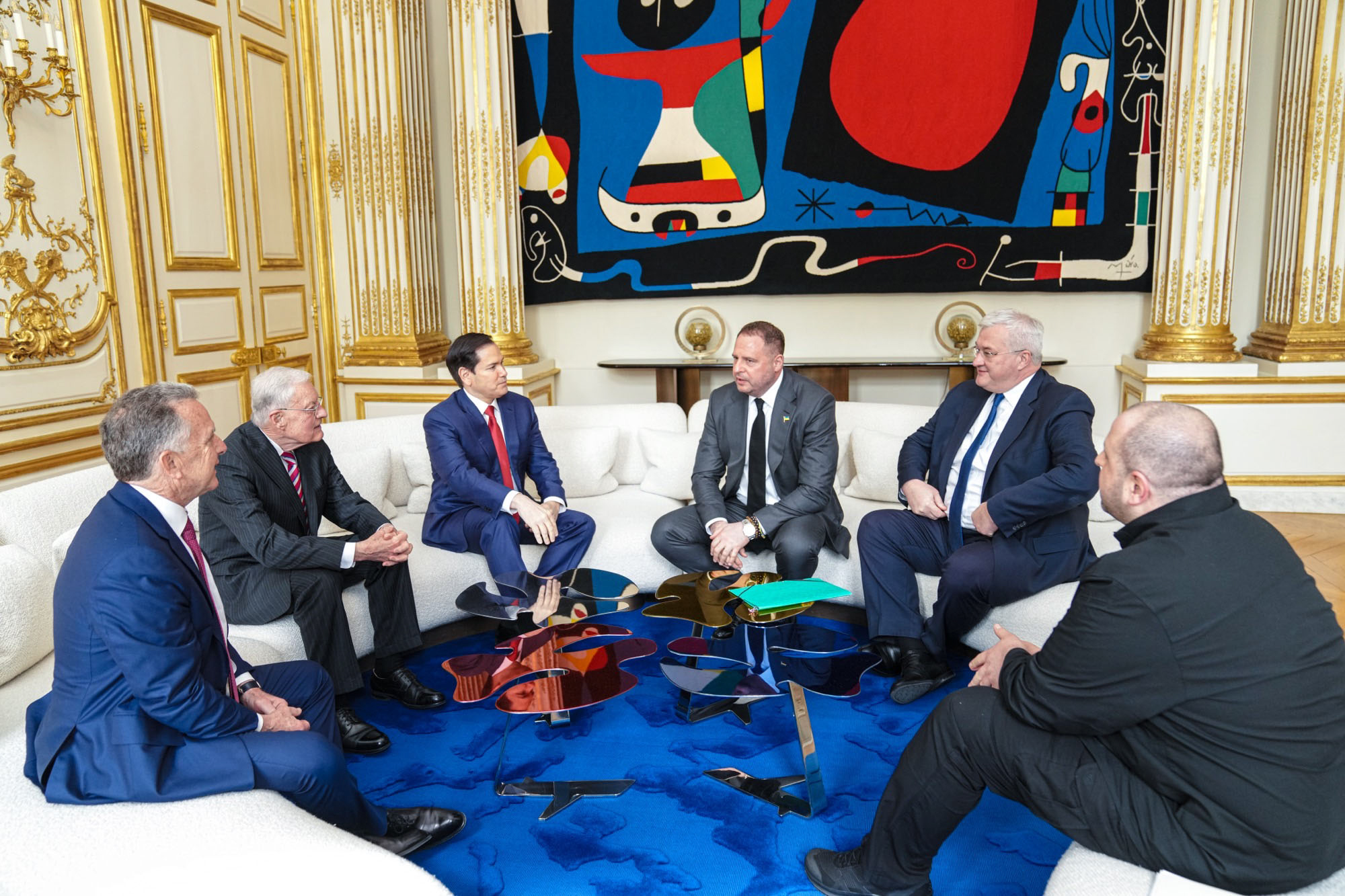
프랑스 파리 엘리제궁에서 안드리 시비하 우크라이나 외무장관, 루스템 우메로프 국방장관, 안드리 예르마크 대통령 고문과 함께한 위트코프와 루비오, 2025년 4월 17일

2025년 3월 21일, 터커 칼슨과의 팟캐스트 인터뷰에서 위트코프는 협상의 가장 큰 쟁점이 "돈바스, 크림반도, 루한스크... 그리고 두 개의 다른 이른바 네 지역"이라고 말했다. 러시아는 2014년에 크림반도를 점령하고 합병했으며, 2022년 침공 중에는 우크라이나의 4개 주를 추가로 점령하고 합병했다. 그는 이 지역 주민들이 러시아어를 사용하며 "대부분의 사람들이 러시아 통치하에 있기를 원한다는 국민투표가 있었다"고 말했다. 이 투표는 러시아가 침공 중에 실시했으며, 미국, 우크라이나 및 대부분의 국제사회로부터 "가짜"로 비난받았다.
인터뷰에서 위트코프는 블라디미르 푸틴에 대해 긍정적으로 말했다. 그는 푸틴을 "훌륭한 사람"이자 "매우 똑똑하다"고 칭했다. 위트코프는 "나는 그를 좋아했다. 그는 정직하다고 생각한다"며 "나는 푸틴을 나쁜 사람으로 여기지 않는다"고 말했다. 위트코프에 따르면, 푸틴은 펜실베이니아에서의 암살 시도 후 "자신의 친구" 도널드 트럼프를 위해 기도했다고 말했다. 그는 "푸틴 대통령이 러시아 최고의 예술가에게 트럼프 대통령의 아름다운 초상화를 의뢰하여 나에게 주었고, 트럼프 대통령에게 가져다 달라고 부탁했다"고 회상했다.
볼로디미르 젤렌스키 우크라이나 대통령은 위트코프의 발언에 대해 우크라이나인들이 "매우 불안해하며" 그가 러시아의 허위 정보에 영향을 받았다고 믿는다고 말했다. 미국 민주당 하원의원 세스 몰턴은 위트코프의 발언을 "정신 나간" 것이라고 부르며, 그가 "상대방을 위해 협상하고" "우리의 적편을 들고 있다"고 비난했다. 반면 언론인 스티븐 폴라드는 위트코프가 좋은 의도를 가졌을 수 있지만, 푸틴을 다루는 데 있어서 당황스러울 정도로 역부족이었다고 논평했다.

## 견해

### 이집트

사우디아라비아 리야드에서 파이살 빈 파르한 알 사우드 사우디 외무장관과 함께한 위트코프, 루비오, 왈츠

2025년 3월, 위트코프는 이스라엘의 가자 전쟁이 이집트와 사우디아라비아 같은 중동 국가들을 불안정하게 만들 수 있다고 우려를 표명했다. 그는 이집트의 청년 실업률이 45%이며, 국가가 파산 상태라고 언급하며, "이런 식으로 국가가 존재할 수 없다. 그들은 거의 파산 상태이다. 많은 도움이 필요하다"고 말했다.

### 시리아
2025년 3월, 위트코프는 시리아의 새로운 지도자인 아흐마드 알샤라가 알카이다와의 연관성 이후 변했을 수 있다고 시사했다.

### 이스라엘과 팔레스타인
2024년, 위트코프는 이스라엘에 특정 폭탄의 선적을 중단하기로 한 바이든 행정부의 결정에 대해 비판했다. 그러나 그는 또한 하마스 구성원들이 "묘사된 것처럼 이념적으로 극단적이지 않다"고 말했으며, 카타르가 가자 분쟁 종식을 협상하려는 노력에 대해 칭찬했다.
2025년 3월, 위트코프는 베냐민 네타냐후 이스라엘 총리가 가자 공격을 재개함으로써 이스라엘 인질 석방보다 하마스 파괴를 우선시하고 있다고 말했다.

### 러시아와 우크라이나
2018년, 위트코프는 러시아의 크림반도 점령에 대한 제재에 반대했다.
위트코프는 러시아 대통령 푸틴을 칭찬했으며, 러시아 정부의 우크라이나 전쟁에 대한 주장을 지지하는 것으로 보인다. 그는 러시아의 우크라이나 침공이 "반드시" 러시아에 의해 시작된 것이 아니며, NATO가 분쟁을 유발하는 데 중요한 역할을 했고, 대부분의 동부 우크라이나인들이 러시아 통치하에 살기를 원한다고 말했다.
위트코프는 푸틴이 유럽을 침공하지 않을 것이며, 합병된 우크라이나 남동부 외의 나머지 우크라이나에는 관심이 없다고 확신했다.

### 이란의 핵 프로그램
위트코프는 이란의 핵 프로그램에 대한 외교적 해결책을 모색하려는 트럼프의 노력을 지지했다. 그는 합의의 일환으로 이란이 핵 농축 프로그램을 포기해야 한다고 말했다.

## 개인사
위트코프는 맨해튼 어퍼이스트사이드에 살았다. 1987년에 그는 당시 맨해튼 법률 회사인 보테인, 헤이즈 & 스클라의 어소시에이트였던 로렌 질 래퍼포트와 결혼했다. 그들은 세 아들을 두었다. 2011년, 그들의 22세 아들 앤드류가 캘리포니아 선셋 플라자 드라이브에 있던 현재는 폐쇄된 소버 리빙 시설에서 옥시콘틴 과다 복용으로 사망했다. 그들의 아들 잭은 암호화폐 회사인 월드 리버티 파이낸셜의 공동 설립자이다. 그들의 아들 알렉산더는 위트코프 그룹의 공동 CEO이다.
2019년, 위트코프는 뉴욕시에서 플로리다로 이주하여 마이애미 비치에 정착했다. 적어도 2024년부터 위트코프는 로렌 올라야와 교제 중이며, 그녀는 종종 그와 동행한다.
위트코프는 뉴욕 부동산 위원회의 집행 위원이었고, 인트레피드 재단의 이사이며, 호프스트라 대학교의 이사회(2015년부터) 이사이다.

#### 옹호 활동
2011년 아들 앤드류가 오피오이드 과다 복용으로 사망한 후, 위트코프는 중독 인식 및 회복 노력을 옹호하는 활동가가 되었으며, 2024년 공화당 전당대회 연설에서 이 문제를 다루었다.